# エミルソン・サンチェス・クリバリ
エミルソン・サンチェス・クリバリ（Emílson Sánchez Cribari、1980年3月6日 - ）は、ブラジル出身のサッカー選手。ポジションはDF。

## 経歴
2005年夏、ウディネーゼ・カルチョからラツィオにレンタル移籍。セバスティアーノ・シヴィーリアやグリエルモ・ステンダルドとセンターバックのコンビを組み、完全移籍を果たした2006-07シーズンにはラツィオが3位に躍進する原動力となった。
2007-08シーズン、UEFAチャンピオンズリーグ予備予選3回戦・ディナモ・ブカレスト戦のファーストレグにおいて、頬骨を骨折。全治2ヶ月の診断だったが、フェイスガードをつけてわずか2週間後のセカンドレグに強行出場した。
2010年1月、シエナへレンタル移籍。2010年夏にSSCナポリへ移籍。

## 所属クラブ
- ロンドリーナEC 1996-1998
- エンポリFC 1998-2004
- ウディネーゼ・カルチョ 2004-2005

→ SSラツィオ 2005-2006 (loan)
- SSラツィオ 2006-2010

→ ACシエナ 2010 (loan)
- SSCナポリ 2010-2011
- クルゼイロEC 2011-2012
- レンジャーズFC 2012-2014